# Friedrich von Gentz
Friedrich von Gentz (Breslavia, 2 maggio 1764 – Vienna, 9 giugno 1832) è stato un politico e diplomatico prussiano, dapprima al servizio della Prussia e in seguito dell'Austria.
Segretario particolare di Metternich (tanto influente che si sospetta che fosse lui il vero teorizzatore del pensiero metternichiano), partecipò al Congresso di Vienna, del quale fu nominato segretario. In virtù di questo incarico Gentz ebbe la responsabilità del protocollo, funzione che esercitò poi anche nei congressi successivi fino a quello di Verona. In tale veste partecipò a tutte le trattative diplomatiche e ai lavori di molte commissioni, svolgendo un lavoro prezioso, in quanto si incaricò di predisporre i resoconti delle discussioni, di elaborare una sintesi dei punti di vista divergenti e di preparare l'agenda per le riunioni successive.
Gentz lasciò un interessante diario in cui delineò il profilo psicologico dei maggiori partecipanti al Congresso, mettendo in luce i lati negativi di ognuno di essi.
Negli anni '30 dell'Ottocento Gentz difese le ragioni delle rivoluzioni belga e polacca.

## Biografia
Nato nel 1764 nella città di Wrocław (Breslavia) allora prussiana, fu allievo di Immanuel Kant a Königsberg ed entrò giovanissimo al servizio dello stato prussiano, Aderì all'inizio alle idee della rivoluzione francese, ma se ne allontanò ben presto sotto I'influenza del pensiero di Edmund Burke, del quale tradusse in tedesco nel 1793 le celebri Reflections on the Revolution in France. Favorevole a un movimento nazionale tedesco a sostegno della lotta dell'Inghilterra contro la Francia non condivise la politica di neutralità della Prussia, e decise perciò nel 1802 di recarsi a Vienna. Incontrò Metternich a Dresda nel 1804, e divenne suo amico e segretario. La consonanza di idee fra i due si manifestò già nel 1806 quando Gentz nei Frammenti sullo stato presente dell'equilibrio politico europeo sintetizzò il principio fondamentale dell'azione diplomatica del futuro cancelliere austriaco, affermando l'esistenza un sistema europeo degli stati che ha come obiettivo la conservazione e la garanzia reciproca di tutti i suoi membri, e la necessità per la sua sopravvivenza, che nessuno di questi diventi tanto potente da potersi imporre a tutto il resto unito.
Amico di Stein, Gentz condivise la nascente coscienza nazionale tedesca; nel citato scritto sulla politica dell'equilibrio affermò: «Disuniti noi siamo stati abbattuti, uniti ci risolleveremo. Ma affinché le politiche della Germania siano unite occorre che vi sia una sola volontà nazionale.» Nel parlare di unità egli non pensava tanto a un'impossibile rinascita dell'Impero, quanto a una maggiore integrazione fra gli stati tedeschi, ma non intendeva certo coinvolgere in questo processo il popolo e nemmeno pensava di mettere in discussione il predominio sociale e istituzionale della nobiltà. D'altra parte il sentimento nazionale fu in lui sempre dominato da una considerazione realistica delle vicende politiche, che lo portava a ritenere prevalente I'esigenza di un articolato equilibrio continentale come argine al trionfo delle idee rivoluzionarie. Ad esempio, mentre Stein assunse una posizione fortemente ostile alla Francia, chiedendo la cessione dell'Alsazia e della Lorena, Gentz era molto più sensibile all'esigenza di non indebolire oltre misura la già fragile monarchia restaurata.
Compose moltissimi scritti, manifesti, articoli, memorie di orientamento controrivoluzionario. Fu lui a redigere nel 1809 il manifesto della guerra austriaca contro Napoleone. Egli fu in definitiva un pubblicista, che seppe esprimere in maniera eloquente ed efficace programmi e proclami che gli furono commissionati, e per i quali ricevette lauti compensi, dal momento che non fu affatto insensibile ai piaceri della vita. Egli stesso nel diario che tenne durante il congresso di Vienna, del quale fu nominato segretario, ha annotato diversi regali ricevuti a vario titolo a Vienna, fra i quali una grossa somma dai rappresentanti degli ebrei tedeschi perché li appoggiasse nella battaglia per il riconoscimento dei loro diritti. Oltre il citato diario, durante il congresso tenne anche una corrispondenza regolare con l'ospodaro di Valacchia, provincia sottoposta alla sovranità dell'Impero ottomano.
Quando furono superati i motivi più importanti di contrasto tra le potenze partecipanti al Congresso, Austria, Russia, Prussia e Gran Bretagna nominarono una commissione per la redazione, incaricata di preparare una bozza di trattato che esponesse in articoli i punti principali sui quali si era raggiunto un accordo. Di questo lavoro si incaricò di fatto Gentz, che presentò alla fine di marzo 1815 una prima versione. Gentz preparò un testo di 110 articoli, che divennero però 121 perché, su esplicita richiesta di Metternich, furono inseriti anche i primi undici articoli della costituzione della Confederazione germanica.

## Opere
- (FR) Essai sur l'état de l'administration des finances et de la richesse nationale de la Grande Bretaigne, Londra, Debrett, 1800.
- (DE) Fragmente aus der neusten Geschichte des politischen Gleichwichts in Europa, San Pietroburgo, Hartknoch, 1806.